# Сіялкот
Сіалкот або Сіялкот (урду سیالکوٹ, англ. Sialkot) — місто, розташоване на північному сході провінції Пенджаб в Пакистані біля підніжжя засніжених вершин Кашміру поруч з річкою Чинаб. Є столицею округу Сіялкот. Місто знаходиться за 125 км на північний захід від столиці провінції — Лахора, за декілька км від кордону з Індією. Історія Сіялкоту триває більше двох тисяч років (надійні відомості ведуть до 327 р. до н.е.). Сіялкот (історична назва - грец. Σακαλα), з моменту заснування, переходив в руки індусів, буддистів, персів, македонців, афганців, турків, сикхів, англійців і пакистанців.

## Економіка
Сіялкот є третім за величиною економічним центром в Пенджабі після Лахора і Фейсалабада. Сіялкот комерційно пов'язаний з фондовою біржею Лахора через його галузь, також відому як Торговельний майданчик Сіялкот. Державний банк і Бюро експорту Пакистану мають філії в Сіялкоті. Після Карачі Сіялкот є другим по прибутку від експорту, а також грошових переказів від іноземної робочої сили.
Тут є філії багатьох фірм, що спеціалізуються на створенні спортивного обладнання. Серед Цих фірм виділяються: Nike, Adidas, Puma та Dita.